# Villers-les-Ormes
Villers-les-Ormes település Franciaországban, Indre megyében. Lakosainak száma 452 fő (2018. január 1.). Villers-les-Ormes Chezelles, Déols, Niherne, Saint-Maur, Villedieu-sur-Indre és Vineuil községekkel határos.

## Népesség
A település népessége az elmúlt években az alábbi módon változott:
| Lakosok száma | 288  | 248  | 289  | 292  | 338  | 421  | 419  | 419  | 451  | 452  |
|               | 1962 | 1968 | 1982 | 1990 | 1999 | 2008 | 2011 | 2013 | 2017 | 2018 |